# 인교 지진
인교 지진(允恭地震)은 일본 역사상 최초로 기록된 역사지진이다. 일본 서기의 율리우스력 416년의 조항에 '지진'이라고 적혀있을뿐, 피해의 기록은 없다.

## 참고 문헌
- 国立天文台 『理科年表 令和3年』 丸善 P.770 ISBN 978-4-621-30560-7